# PLDT
PLDT, Inc. (wcześniej Philippine Long Distance Telephone Company) – filipińskie przedsiębiorstwo telekomunikacyjne z siedzibą w Makati.
Firma powstała w 1928 roku, jest najstarszą i największą firmą telekomunikacyjną na Filipinach pod względem majątku i przychodów.